# شهرستان دایشان
شهرستان دایشان (به لاتین: Daishan County) یک منطقهٔ مسکونی در چین است که در جواشان واقع شده‌است.